# 帕克維爾 (密歇根州)
帕克維爾（英語：Parkville）是位於美國密歇根州聖約瑟夫縣帕克鎮區的一個非建制地區。

## 地理
帕克維爾所處的海拔為高於海平面253米（即830英呎），而該地所採用的時區為UTC-5，即北美东部時區（EST）。同時該地設有夏令時間，為UTC-5調快一小時，即UTC-4（EDT）。